# Radical 194
El radical 194, representado por el carácter "鬼" y que significa "demonio" es 1 de los 8 radicales Kangxi (214 radicales en total) que están compuestos de 10 trazos.

## Galería
| Estilos antiguos                                 | Estilos antiguos                  | Estilos antiguos                        | Estilos antiguos                   | Estilos antiguos                   | Estilos empleados actualmente       | Estilos empleados actualmente  | Estilos empleados actualmente    | Estilos empleados actualmente   | Estilos empleados actualmente  |
|                                                  |                                   |                                         |                                    |                                    |                                     | 鬼                             | 鬼                               |                                 |                                |
| 甲骨文 jiǎgǔwén (escritura de huesos oraculares) | 金文 jīnwén (escritura de bronce) | 简帛 jiǎnbó (escritura de bambú y seda) | 篆文 zhuànwén (escritura de sello) | 篆文 zhuànwén (escritura de sello) | 隸書 lìshū (estilo de los escribas) | 楷書 kǎishū (estilo regular)   | 楷書 kǎishū (estilo regular)     | 行書 xǐngshū (estilo corriente) | 草書 cǎoshū (estilo de hierba) |
| 甲骨文 jiǎgǔwén (escritura de huesos oraculares) | 金文 jīnwén (escritura de bronce) | 简帛 jiǎnbó (escritura de bambú y seda) | 大篆 dàzhuàn (sello grande)        | 小篆 xiǎozhuàn (sello pequeño)     | 隸書 lìshū (estilo de los escribas) | 繁體／繁体 fántǐ (tradicional) | 简体／簡體 jiǎntǐ (simplificado) | 行書 xǐngshū (estilo corriente) | 草書 cǎoshū (estilo de hierba) |

## Caracteres derivados

Carácter en escritura de sello.

| Trazos | Caracteres        |
| ------ | ----------------- |
| + 0    | 鬼                |
| + 3    | 鬽                |
| + 4    | 鬾 鬿 魀 魁 魂    |
| + 5    | 魃 魄 魅 魆       |
| + 6    | 魇                |
| + 7    | 魈 魉             |
| + 8    | 魊 魋 魌 魍 魎 魏 |
| + 10   | 魐                |
| + 11   | 魑 魒 魓 魔       |
| + 12   | 魕 魖             |
| + 14   | 魗 魘 魙          |